# Sepia hirunda
Sepia hirunda is een inktvissensoort uit de familie van de Sepiidae. De wetenschappelijke naam van de soort is voor het eerst geldig gepubliceerd in 2005 door Ho & Lu.